# Nordantill

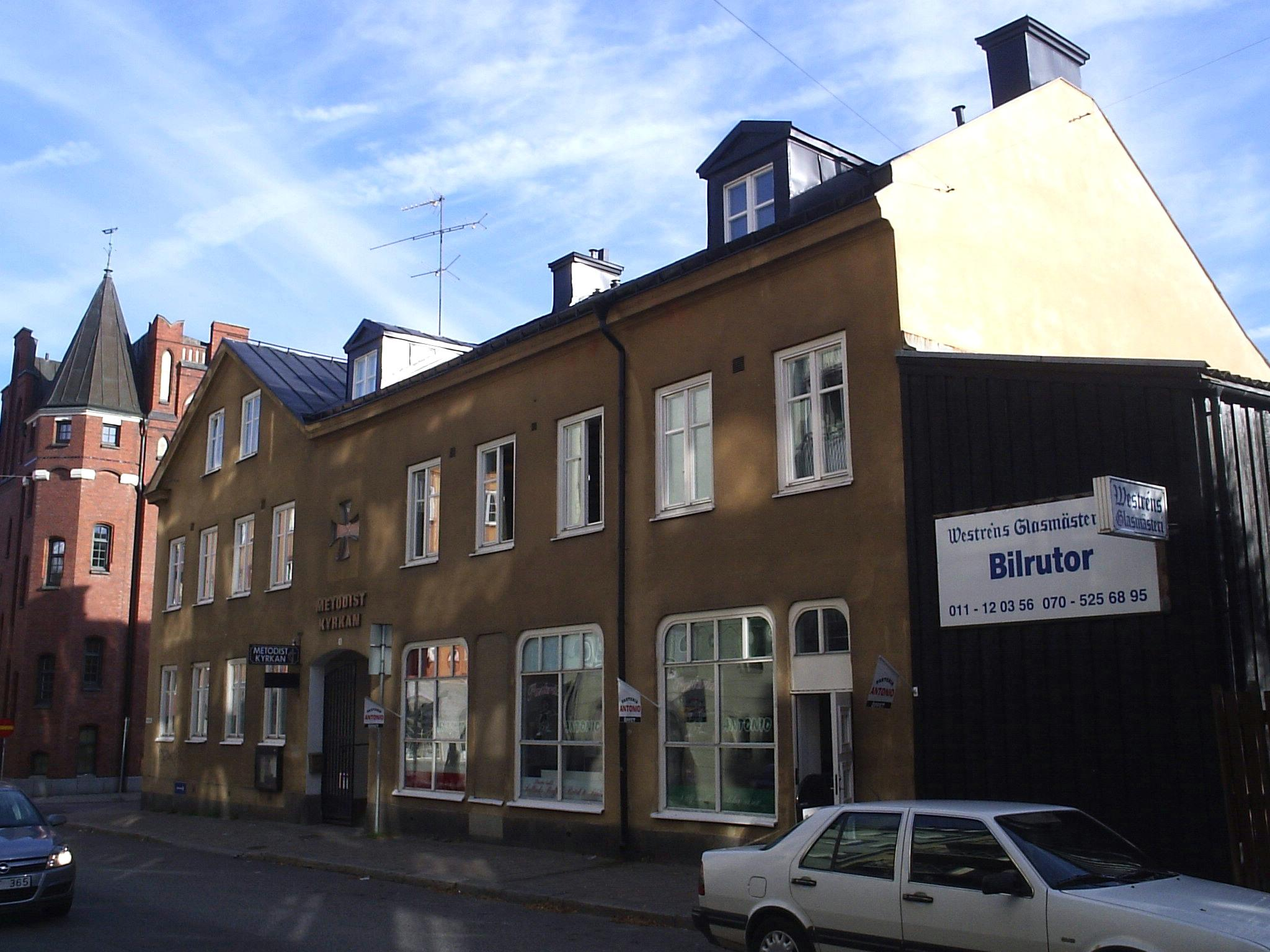
Metodistkyrkan, vid Bredgatan i Nordantill.

Nordantill är en stadsdel inom den centrala delen av Norrköping.
Nordantill gränsar i söder och öster till Motala ström, i norr till Norra Promenaden, i nordost till Drottninggatan och sträcker sig i väster till Plankgatan. Området inkluderar i söder det gamla området Midtina med rötter i medeltiden.

## Stadsbranden 1712
Natten mellan fredagen den 16 och lördagen den 17 maj 1712 rasade i Nordantill den värsta branden i staden sedan 1655. Det har bedömts att en sjundedel av staden helt brann ner i branden, som började vid Västgötegatan och pågick i tolv timmar. Branden ödelade bortåt 150 gårdar i staden.